# James Ussher
James Ussher ou Usher (Dublin, 4 de janeiro de 1581 – 21 de março de 1656) foi um Arcebispo de Armagh, a posição mais alta na Igreja da Irlanda. Ele também foi um estudioso renomado. Baseando-se na Bíblia, escreveu o livro The Annals of the World, onde fez uma cronologia da vida, e concluiu que a criação do mundo ocorreu no dia 23 de outubro do ano 4004 antes de Cristo pelo calendário juliano.

## Biografia
Ussher era descendente de um descendente da casa de Nevill, que foi um dos acompanhantes de João Plantageneta à Irlanda na função de porteiro em 1185, e adotou seu título oficial como sobrenome. Era filho de Arland (ou Arnold) Ussher e Margaret, filha de James Stanihurst. Ele tinha um irmão chamado Ambrose. Entrou na Dublin Free School e depois no recém-fundado Trinity College Dublin em 1594, aos treze anos, onde recebeu seu diploma de BA e depois o MA em 1600. Com a morte de seu pai em 1598, ele renunciou à propriedade da família para seu irmão mais novo, reservando apenas um pequeno aluguel para sua própria manutenção, e se preparou para receber ordens. Quando tinha apenas dezenove anos, James aceitou um desafio apresentado por Henry Fitzsimons, um jesuíta culto, então prisioneiro em Dublin, convidando à discussão dos argumentos de Belarmino em defesa do catolicismo romano, e se saiu com muita distinção. Em 1600, ele foi nomeado inspetor de sua faculdade e professor de catequese na universidade, embora ainda fosse leigo, e foi ordenado diácono e padre no mesmo dia, em 1601, ainda sob a idade canônica, por seu tio, Henry Ussher, o Arcebispo de Armagh e Primaz de Toda a Irlanda.
Em 1607, Ussher se tornou professor régio de divindade e também chanceler da catedral de São Patrício, Dublin; foi professor até ser nomeação episcopal e ornou-se professor e duas vezes vice-chanceler (1614, 1617) do Trinity College. Ele era um visitante frequente da Inglaterra e conheceu estudiosos contemporâneos, como Camden, Selden, Sir Thomas Bodley e Sir Robert Cotton. Em 1614, ele se casou com Phoebe (falecida em 1654), filha e herdeira de Luke Challoner; sua única filha, Elizabeth, se casou com Sir Timothy Tyrrell.
Em 1615, ele participou de uma tentativa do clero irlandês de impor uma confissão calvinista, incorporando os Artigos de Lambeth de 1595, sobre a Igreja Irlandesa, e foi delegada ao Rei James em consequência. Mas em sua próxima visita à Inglaterra em 1619, ele trouxe consigo uma declaração de sua ortodoxia e alta posição profissional, assinada pelo lorde deputado e pelos membros do conselho privado, que, juntamente com seu próprio comportamento em uma conferência privada com o rei, influenciou tanto este último que ele nomeou Usher para a sede vaga de Meath, da qual foi consagrado bispo em 1621. Em 1623, ele foi nomeado conselheiro privado da Irlanda e, no mesmo ano, foi convocado à Inglaterra pelo rei para que pudesse continuar mais prontamente um trabalho que já havia começado sobre a antiguidade das igrejas britânicas. Enquanto ele estava detido neste negócio, o arcebispo de Armagh morreu em janeiro de 1625, e o rei imediatamente nomeou Usher para o cargo vago; mas uma doença grave e outras causas impediram seu retorno à Irlanda até agosto de 1626.
Ussher tornou-se primaz de toda a Irlanda em 1634. Ele estava na Inglaterra em 1642, quando a Guerra Civil estourou, e nunca mais voltou para a Irlanda. Tendo conquistado o respeito de anglicanos e puritanos, ele propôs em 1641 um método para combinar as formas episcopal e presbiteriana de governo da igreja na Igreja da Inglaterra. Um monarquista, ele aconselhou em vão Carlos I a não consentir com a execução em 1641 de Thomas Wentworth, conde de Strafford, para apaziguar o Parlamento. Ussher foi brevemente bispo de Carlisle em 1642 antes de se mudar para Oxford. 
Por muitos anos, Usher foi ativamente empregado tanto no governo de sua diocese quanto continuou a publicar várias obras eruditas. Em 1629, ele desaprovou a proposta do bispo William Bedell de reviver a língua irlandesa no serviço. Em 1634, o arcebispo participou da convocação que elaborou o código de cânones que formaram a base da lei eclesiástica irlandesa até o desestabelecimento da Igreja Irlandesa em 1869, e derrotou a tentativa de John Bramhall, então bispo de Deny e mais tarde seu próprio sucessor em Armagh, de conformar a Igreja Irlandesa exatamente aos padrões doutrinários dos ingleses. Ele colocou a questão no terreno da preservação da independência da Igreja Irlandesa, mas o verdadeiro motivo em ação era manter o elemento calvinista introduzido em 1615. Em 1640, ele fez outra visita à Inglaterra em uma de suas tarefas acadêmicas habituais, pretendendo retornar quando estivesse concluída. Mas a rebelião irlandesa de 1641 estourou enquanto ele ainda estava em Oxford, e ele nunca mais viu seu país natal. Arcebispo Ussher publicou uma coleção de tratados em Oxford naquele ano, incluindo uma defesa do episcopado e da doutrina da não resistência. Todas suas propriedades na Irlanda foram perdidas para ele por meio da rebelião, exceto seus livros e alguns pratos e móveis, mas ele recebeu do rei as temporalidades da sede vaga de Carlisle.
Em 1643, foi-lhe oferecido um assento na Assembleia dos Divinos em Westminster, mas recusou publicamente em termos que atraíram sobre ele a ira da Câmara dos Comuns, e uma ordem para o confisco de sua biblioteca foi evitada apenas pela interposição de Selden. Ele deixou Oxford em 1645 e foi para o País de Gales, onde permaneceu até 1646, quando retornou a Londres, e foi em 1647 eleito pregador da Sociedade de Lincoln's Inn, um cargo que continuou a ocupar até perto de sua morte. Em 1648, ele teve uma conferência com Carlos I na Ilha de Wight, auxiliando-o nas negociações abortadas com o parlamento sobre a questão do episcopado. Em 1650-54, ele publicou a obra que foi por muito tempo considerada sua produção mais importante, o Annates Veteris et Novi Testamenti. Em 1655, Usher publicou sua última obra. Ele morreu na casa de Lady Elizabeth Peterborough em Reigate, e foi enterrado na Abadia de Westminster. Como, apesar de ser monarquista, também conquistara o favor de Oliver Cromwell, o Lorde Protetor ordenou seu enterro na capela de St Paul e pagou as despesas do funeral. Acredita-se que esta foi a única ocasião em que o serviço funerário anglicano foi lido na Abadia durante o período da Commonwealth. Sua filha vendeu sua biblioteca para o estado, e em 1661 ela foi colocada na biblioteca do Trinity College, Dublin, da qual ainda faz parte.
Ussher escreveu amplamente sobre o cristianismo na Ásia Menor, sobre o episcopado e contra o catolicismo romano. Um especialista em línguas semíticas, ele defendeu a confiabilidade do texto hebraico do Antigo Testamento e empregou um agente no Oriente Médio para coletar manuscritos bíblicos e outros para ele. Os estudiosos ainda o respeitam por sua distinção correta entre as epístolas genuínas e espúrias de Santo Inácio de Antioquia do século II, sobre as quais ele publicou obras em 1644 e 1647. É conhecido por sua pesquisas cronológicas (publicadas na década de 1650), que datavam a criação do universo em 4004 a.C.

## Cronologia de Ussher

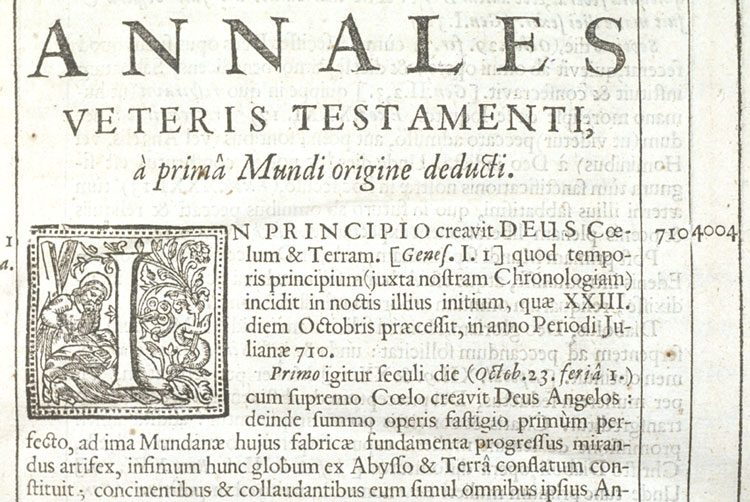
Página de título de Annales veteris testamenti

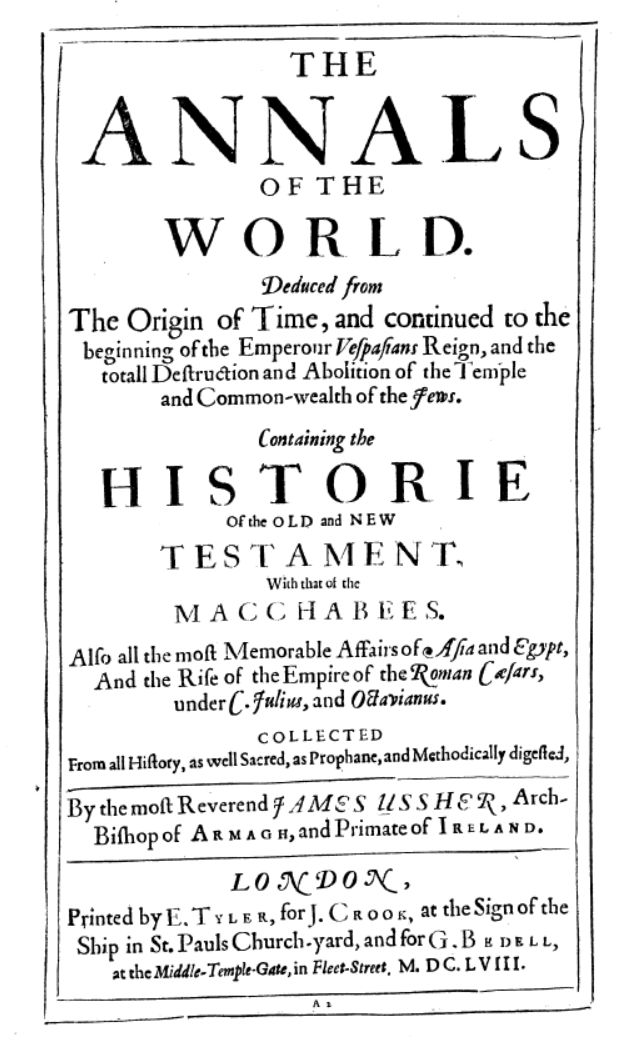
Página de título da versão inglesa, Annals of the World

A principal obra de Ussher, os dois volumes de mais de mil páginas em latim Annales Veteris et Novi Testamenti, foi publicada entre 1650-1654. Uma tradução em inglês intitulada The Annals of the World foi publicada pela primeira vez em 1658, dois anos após sua morte. Na época, a cronologia do arcebispo foi amplamente aceita, bem como ainda tem reconhecimento em círculos criacionistas que defendem uma Terra jovem.
A cronologia de Ussher representou um feito considerável de erudição: exigiu grande profundidade de aprendizado no que era então conhecido da história antiga, incluindo a ascensão dos persas, gregos e romanos, bem como conhecimento da Bíblia, línguas bíblicas, astronomia, calendários antigos e cronologia. O relato de Ussher de eventos históricos para os quais ele tinha várias fontes além da Bíblia geralmente está conforme as fontes modernas — por exemplo, ele situou a morte de Alexandre, o Grande em 323 a.C. e a de Júlio César em 44 a.C. A última coordenada não bíblica de Ussher foi o rei babilônico Nabucodonosor e, além desse ponto, ele teve que confiar em outras considerações. Confrontado com textos inconsistentes da Torá, cada um com um número diferente de anos entre o Dilúvio e a Criação, Ussher escolheu a versão Massorética, que afirma uma história ininterrupta de transcrição cuidadosa que remonta há séculos — mas sua escolha foi confirmada para ele, porque colocava a Criação exatamente quatro mil anos antes de 4 a.C., a data geralmente aceita para o nascimento de Jesus; além disso, ele calculou, o templo de Salomão ter sido concluído no ano 3000 desde a criação, de modo que houve exatamente 1000 anos do templo a Jesus, que se pensava ser o 'cumprimento' do Templo.
A partir do século XIX, a cronologia de Ussher passou a sofrer críticas crescentes de defensores do uniformitarismo, que argumentam que a "Terra Jovem" de Ussher era incompatível com a visão cada vez mais aceita de uma Terra muito mais antiga. Tornou-se geralmente aceito que a Terra tinha milhões, depois bilhões de anos. Ussher também caiu em descrédito entre os teólogos; em 1890, o professor de Princeton William Henry Green escreveu um artigo muito influente na Bibliotheca Sacra intitulado "Cronologia Primitiva", no qual criticava fortemente Ussher. Ele concluiu:

Concluímos que as Escrituras não fornecem dados para um cálculo cronológico anterior à vida de Abraão; e que os registros mosaicos não fixam e não pretende a intenção de fixar a data precisa do Dilúvio ou da criação do mundo.

O teólogo igualmente conservador B. B. Warfield chegou à mesma conclusão em "Sobre a Antiguidade e Unidade da Raça Humana", comentando que "é precário no mais alto grau tirar inferências cronológicas de tabelas genealógicas".
A cronologia do Arcebispo Ussher tem sido alvo de críticas artísticas nos últimos anos, incluindo na peça Inherit the Wind (baseada no Julgamento do Macaco de Scopes) e no romance de fantasia Good Omens, que alega que é imprecisa "por quase um quarto de hora".

Um ponto de vista diferente vem de Stephen Jay Gould, que, embora discordando totalmente da cronologia de Ussher, escreveu:
Defenderei a cronologia de Ussher como um esforço honroso para sua época e argumentarei que nosso ridículo habitual apenas registra uma lamentável mesquinharia baseada no uso equivocado de critérios presentes para julgar um passado distante e diferente.

Ussher representou o melhor da erudição em seu tempo. Ele fazia parte de uma tradição de pesquisa substancial, uma grande comunidade de intelectuais trabalhando em direção a um objetivo comum sob uma metodologia aceita.

## Obras
- De Graeca Septuaginta Interpretum Versione
- The Annals of the World, 1658
- Annals of the Old and New Testament, 1650-1654.